# KNM Æger (1936)
KNM Æger – norweski torpedowiec z okresu II wojny światowej (oficjalnie klasyfikowany jako niszczyciel), należący do typu Sleipner. Walczył podczas kampanii norweskiej, zatopiony 9 kwietnia 1940 roku przez niemieckie lotnictwo pod Stavangerem.
Wyporność standardowa okrętu wynosiła 597 ton angielskich, a główne uzbrojenie stanowiły trzy armaty kalibru 102 mm i dwie wyrzutnie torpedowe kalibru 533 mm. Napęd stanowiły turbiny parowe, pozwalające na rozwinięcie prędkości 30 węzłów.

## Historia
KNM „Æger” („Aeger”) był drugim zbudowanym okrętem najnowszego typu niszczycieli norweskich z okresu międzywojennego, faktycznie jednak odpowiadających wielkością i charakterystykami torpedowcom i tak powszechnie określanych w literaturze. Do jego budowy przystąpiono w 1934 roku, a prowadzono ją w Głównej Stoczni Marynarki w Horten pod numerem 122. Kadłub wodowano 25 sierpnia 1936 roku. Okręt wszedł do służby w bliżej nieznanej dacie w 1938 roku. Otrzymał nazwę olbrzyma Ägira z mitologii nordyckiej.

## Skrócony opis
Okręty miały typową architekturę i rozmiary dla torpedowców tego okresu, z podniesionym pokładem dziobowym na niecałej 1/3 długości. Uzbrojenie artyleryjskie początkowo stanowiły trzy pojedyncze armaty morskie kalibru 102 mm Bofors. Działo nr 1 znajdowało się na pokładzie dziobowym, a działa nr 2 i 3 na rufie w superpozycji. Uzbrojenie przeciwlotnicze obejmowało pojedyncze nowoczesne działko automatyczne 40 mm Bofors i dwa wielkokalibrowe karabiny maszynowe 12,7 mm Colt. Uzbrojenie torpedowe stanowiła jedna dwururowa wyrzutnia torpedowa kalibru 533 mm na śródokręciu. Uzbrojenie przeciw okrętom podwodnym stanowiły cztery zrzutnie bomb głębinowych, a według niektórych źródeł, także dwa miotacze bomb głębinowych.
Wyporność standardowa wynosiła 597 ts (ton angielskich), a pełna 708 ts (719 ton metrycznych). Długość okrętów pierwszej serii wynosiła 74,3 m, a szerokość 7,8 m. Średnie zanurzenie wynosiło 2,1 m, natomiast maksymalne 4,15 m.
Napęd stanowiły dwa zespoły turbin parowych De Laval z przekładniami o mocy łącznej 12 500 KM, poruszające dwie śruby. Parę dla turbin dostarczały trzy kotły parowe Yarrow, o wysokim ciśnieniu 32 atmosfer. Okręty tego typu rozwijały prędkość 30 węzłów, a według niektórych źródeł, maksymalnie 32 węzły. Zasięg pływania wynosił 3500 Mm przy prędkości 15 węzłów (według innych źródeł, 1500 Mm w tych warunkach).

## Służba

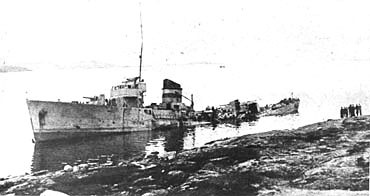
Wrak „Ægera”

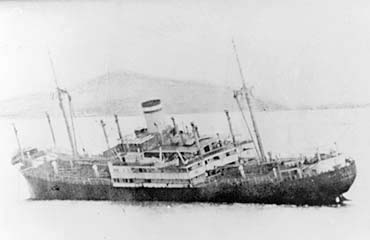
Tonący statek „Roda”

Po wybuchu II wojny światowej „Æger” brał udział w patrolowaniu norweskich wód terytorialnych, eskortowaniu statków stron walczących utrzymujących handel z Norwegią oraz w strzeżeniu norweskiej neutralności. W 1940 roku wraz ze „Sleipnerem” tworzył 2 Dywizjon Niszczycieli. Dowódcą okrętu był kapitan marynarki Niels Bruun.
W chwili niemieckiego ataku na Norwegię 9 kwietnia 1940 roku „Æger” stacjonował w Stavanger, w 1. Dystrykcie Morskim. We wczesnych godzinach tego dnia „Æger” skontrolował zatrzymany na redzie Stavangeru niemiecki statek „Roda” (6780 BRT), którego dokumenty i oficjalny ładunek – węgiel, przykrywający luki ładowni, budziły podejrzenia. W rzeczywistości statek wiózł cztery armaty kalibru 105 mm, działa przeciwlotnicze, sprzęt, amunicję i zapasy dla niemieckich spadochroniarzy, którzy mieli zająć ten rejon. Kapitan statku utrudniał kontrolę i pomimo polecenia, nie odpłynął spod Stavangeru, więc około godziny 7:00 dowódca „Ægera”, po zażądaniu ewakuacji załogi, rozkazał otworzyć do niego ogień. Ostrzelany „Roda” powoli nabrał wody i zatonął na głębinie. W międzyczasie jednak zrzucony desant niemiecki zajął miasto i pobliskie lotnisko Sola.
Niedługo potem w Åmøyfiordzie, nad którym leży Stavanger, „Aeger” stał się celem ataku około 10 niemieckich bombowców Junkers Ju 88 z eskadry 8./KG.4. Torpedowiec manewrował i prowadził ogień przeciwlotniczy, a według jednej wersji zestrzelił dwa samoloty, lecz nie znalazło to potwierdzenia w niemieckich stratach. Około godziny 8:30 został trafiony bombą 250 kg w maszynownię, a potem kolejną bombą, wobec czego dowódca wydał rozkaz opuszczenia okrętu. Wrak zdryfował na brzeg wyspy Hundvåg pod Stavangerem. Zginęło 8 członków załogi, a 11 było rannych, z których jeden zmarł. Niemcy za pomocą dźwigu pływającego zdjęli następnie z wraku dwa działa 102 mm i działko 40 mm w celu zamontowania na stanowiskach lądowych do obrony portu. Zdjęto także broń maszynową i część wyposażenia. Wrak został pocięty dopiero w 1948 roku. Jego część była wykorzystywana jako ponton aż do 1985 roku, gdy zatonęła.